# معرض الترفيه الإلكتروني 2014
معرض الترفيه الإلكتروني 2014 (بالإنجليزية: Electronic Entertainment Expo 2014)‏ ويختصار بE3 2014 هو المعرض العشرون من معارض الترفيه الإلكتروني وسوف يعقد في 10 يونيو 2014 إلى 12 يونيو.

## الشركات البارزة
وفيما يلي قائمة الشركات التي سوف تعرض منتجات لها في E3.
| - تو كي جيمز - 505 جيمز - أكتيفجن بليزارد - أتلس (شركة) - نامكو بانداي جيمز - بيثيسدا سوفت ووركس - كابكوم - سي دي بروجكت ريد - كرايتيك - شركة ديب سيلفر | - ديفولفير ديجيتال - ديزني - إلكترونيك آرتس - إيبك جيمز - كونامي - مايكروسوفت - ناتسومي - نينتندو - نيبون إشي سوفت وير | - سيجا - سوني كمبيوتر إنترتينمنت - سكوير إنكس - تيكمو كوي - تلتيل جيمز - يوبي سوفت - وارنر برذرز إنترآكتيف إنترتيمنت - مارفيليوس يو إس آيه - زينجا |